# Reutte
Reutte ist eine Stadtgemeinde mit 7275 Einwohnern (Stand 1. Jänner 2024) im Tiroler Außerfern und Sitz der für das gesamte Außerfern zuständigen Bezirkshauptmannschaft Reutte sowie des Bezirksgerichtes Reutte.

## Geografie
Die Stadt liegt in einem Talkessel im Tiroler Lechtal, das ab der Grenze bei Pinswang in der bayerischen Voralpenregion weiterführt. Von Süden und Osten her münden größere Nebenflüsse in den Lech.
Das Gemeindegebiet erstreckt sich bis kurz hinter den Ammersattel und zu den Geierköpfen. Weitere markante Gipfel um Reutte sind (im Uhrzeigersinn von Norden beginnend) Gehrenspitze, Säuling, Tauern, Thaneller und Gaichtspitze.

### Gemeindegliederung
Trotz der großen Ausdehnung (Südwest bis Nordost über 26 km) besteht die Gemeinde aus einer einzigen Katastralgemeinde und Ortschaft.
| Katastralgemeinden  | Ortschaften in der Gemeinde |
| ------------------- | --- |
| Reutte (100,92 km²) | Reutte (M) Ammerwald (ZH) Archbach-Siedlung (Sdlg) Dr.-Schwarzkopf-Siedlung (Sdlg) Klause (W) Sonnenbichl (Sdlg) Südtirolersiedlung (Sdlg) Tränkesiedlung (Sdlg) |
| Legende             | |

| In der Spalte Katastralgemeinden sind sämtliche Katastralgemeinden einer Gemeinde angeführt. In der Klammer ist die jeweilige Fläche in km² angegeben. |
| In der Spalte Ortschaften sind sämtliche von der Statistik Austria erfassten Siedlungen, die auch eine eigene Ortschaftskennziffer aufweisen, angeführt. In der Hierarchieebene derselben Spalte, rechts eingerückt, werden nur Ansiedlungen, die mindestens aus mehreren Häusern bestehen, dargestellt. Die wichtigsten der verwendeten Abkürzungen sind: - M = Hauptort der Gemeinde - Stt = Stadtteil - R = Rotte - W = Weiler - D = Dorf - ZH = Zerstreute Häuser - Sdlg = Siedlung - Hgr = Häusergruppe - E = Einzelgehöft (nur wenn sie eine eigene Ortschaftskennziffer haben) Die komplette Liste der Statistik Austria ist in: Topographische Siedlungskennzeichnung nach STAT Zu beachten ist, dass manche Orte unterschiedliche Schreibweisen haben können. So können sich Katastralgemeinden anders schreiben als gleichnamige Ortschaften bzw. Gemeinden. Quelle: Statistik Austria – |

### Nachbargemeinden
Nachbargemeinden sind (gegen den Uhrzeigersinn):
- in Tirol: Pflach, Lechaschau, Ehenbichl, Weißenbach am Lech, Forchach, Stanzach, Namlos, Berwang, Heiterwang, Breitenwang und Lermoos
- in Bayern: Garmisch-Partenkirchen, Ettaler Forst (gemeindefreies Gebiet), Halblech und Schwangau

### Klima
|                        | Jan  | Feb  | Mär  | Apr  | Mai  | Jun  | Jul  | Aug  | Sep  | Okt  | Nov  | Dez  |   |      |
| Mittl. Temperatur (°C) | −2,5 | −1,6 | 2,0  | 6,1  | 11,1 | 14,0 | 16,0 | 15,3 | 11,6 | 7,6  | 2,0  | −1,4 | ⌀ | 6,7  |
| Mittl. Tagesmax. (°C)  | 2,5  | 4,2  | 8,0  | 12,2 | 17,1 | 19,7 | 22,1 | 21,4 | 17,6 | 13,8 | 7,0  | 2,7  | ⌀ | 12,4 |
| Mittl. Tagesmin. (°C)  | −6,3 | −5,6 | −2,2 | 1,2  | 5,6  | 8,8  | 10,7 | 10,5 | 7,3  | 3,5  | −1,5 | −4,7 | ⌀ | 2,3  |
|                        |      |      |      |      |      |      |      |      |      |      |      |      |   |      |
| Niederschlag (mm)      | 81   | 79   | 110  | 89   | 135  | 175  | 193  | 194  | 121  | 88   | 93   | 89   | Σ | 1447 |

| −6,3 |

| −5,6 |

| −2,2 |

| 1,2 |

| 5,6 |

| 8,8 |

| 10,7 |

| 10,5 |

| 7,3 |

| 3,5 |

| −1,5 |

| −4,7 |

| −6,3 |

| −5,6 |

| −2,2 |

| 1,2 |

| 5,6 |

| 8,8 |

| 10,7 |

| 10,5 |

| 7,3 |

| 3,5 |

| −1,5 |

| −4,7 |

## Geschichte
Reutte liegt an der Via Claudia Augusta von Italien nach Deutschland. Die Tiroler Salzstraße führte von Hall in Tirol über das Außerfern bis an den Bodensee.
Am 5. Juni 1489 wurde Reutte von Erzherzog Sigmund „dem Münzreichen“ zum Markt erhoben. Die Marktprivilegien wurden von Kaiser Maximilian bestätigt und erweitert.
Kurz nach der Ausrufung der Republik Österreich kam es am 24. November 1924 durch Bestreben des Juristen Hermann Stern in Reutte zu einer Volksversammlung. Ziel war es, einen Bezirksausschuss zu gründen, der eigenständig über den Bezirk Reutte walten sollte. Gleichzeitig kritisierte Stern den aktuellen Bezirkshauptmann Karl Peer und zeigte seine Fehler auf, insbesondere ging es dabei um die Verpflegung der Leute. Außerdem wurden die Forderungen eines Anschlusses an Bayern laut und damit auch nach der Abwendung von Tirol, welchem man aufgrund von Ungerechtigkeiten bei der Lebensmittelrationierung und einem fehlenden Anschluss ans Verkehrsnetz nicht wohl gesonnen war. Sterns Äußerungen während der Versammlung führten zu Diskrepanzen zwischen Reutte und den umliegenden Gemeinden. Grund dafür waren die unterschiedlichen Auffassungen des aktuellen politischen Bildes von den gehobenen Kreisen in Reutte und dem Klerus in den zum Bezirk gehörenden Gemeinden. So forderte Stern statt einem Bezirksernährungsausschuss einen gewählten Bezirksausschuss, der die gesamte Verwaltung des Bezirks zu übernehmen habe.
Diese Forderung war polarisierend und wurde einerseits mit Begeisterung, andererseits als Hetzrede aufgenommen. Die Beschlüsse der Versammlung waren, sich Bayern anzuschließen und die Wahl des von Hermann Stern geforderten Bezirksausschusses aus 35 Mitgliedern. Bis zur Durchführung der Wahl sollte ein am gleichen Tag gewählter, zunächst provisorischer Bezirksausschuss die Verwaltung innehaben. Vorsitzender dieses provisorischen Bezirksausschuss wurde Stern. Das Motto des Ausschusses lautete: „Es wird Aufgabe des Bezirksausschusses sein, dafür zu sorgen, dass das nach schweren Kämpfen und Entbehrungen dem Volk zuteil gewordene Selbstbestimmungsrecht und Recht der freien Selbstverwaltung auch tatsächlich, und zwar nicht nur im Staate, sondern auch im Bezirk und in der Gemeinde, zuteil kommt“.
Am 16. Dezember 1918 wurde der finale Bezirksausschuss gewählt, in welchem drei Mitglieder der Gemeinde Reutte vertreten waren. Bei einer Wahlbeteiligung von 75 % wurde auch dabei Hermann Stern mit großer Mehrheit als einer der drei Gemeindevertreter gewählt.
Am Nordufer des Plansees in der Gemeinde Breitenwang befand sich von Herbst 1944 bis zum Kriegsende 1945 das Außenlager Plansee Breitenwang des KZ Dachau. Die 44. US-Infanteriedivision und die 10. US-Panzerdivision rückten Ende April 1945 von Norden kommend Richtung Fernpass vor und befreiten ihn am 2. Mai 1945.
2003 wurde im Gemeindegebiet von Reutte ein Fragment des Neuschwanstein-Meteoriten gefunden.
Mit 4. Mai 2024 wurde Reutte vom Landtag zur Stadt erhoben. Bis dahin war Reutte österreichweit neben Tamsweg eine von zwei Standortgemeinden einer Bezirkshauptmannschaft, die keine Stadt waren.

### Namensherkunft
Die Örtlichkeit ist als Flurname erstmals 1278 in einer auf Latein verfassten, klösterlichen Urkunde erwähnt: „predium [...] de Ruthi prope Breitenwanch“ (‚Das Landgut Ruthi (Reutte) bei Breitenwang‘). Der Name ist ein typisches Beispiel für Ortsnamen mit -reuth, die auf althochdeutsch riuti (‚gerodetes und urbar gemachtes Land‘) zurückgehen. Der Erstbeleg ist als Rüti zu sprechen. Der Wurzelvokal diphthongierte um 1400 zum heutigen eu  (bis 1420 Rewty).

### Sprache
Im Zuge der Einwanderung Allgäuer Siedler wurde der schwäbische Dialekt nach Reutte gebracht. Heute herrscht eine Mischung des Alemannischen und des Bairischen. Auch der Einfluss des Tiroler Oberländer Dialekts ist in einigen Regionen zu hören.

### Bevölkerungsentwicklung

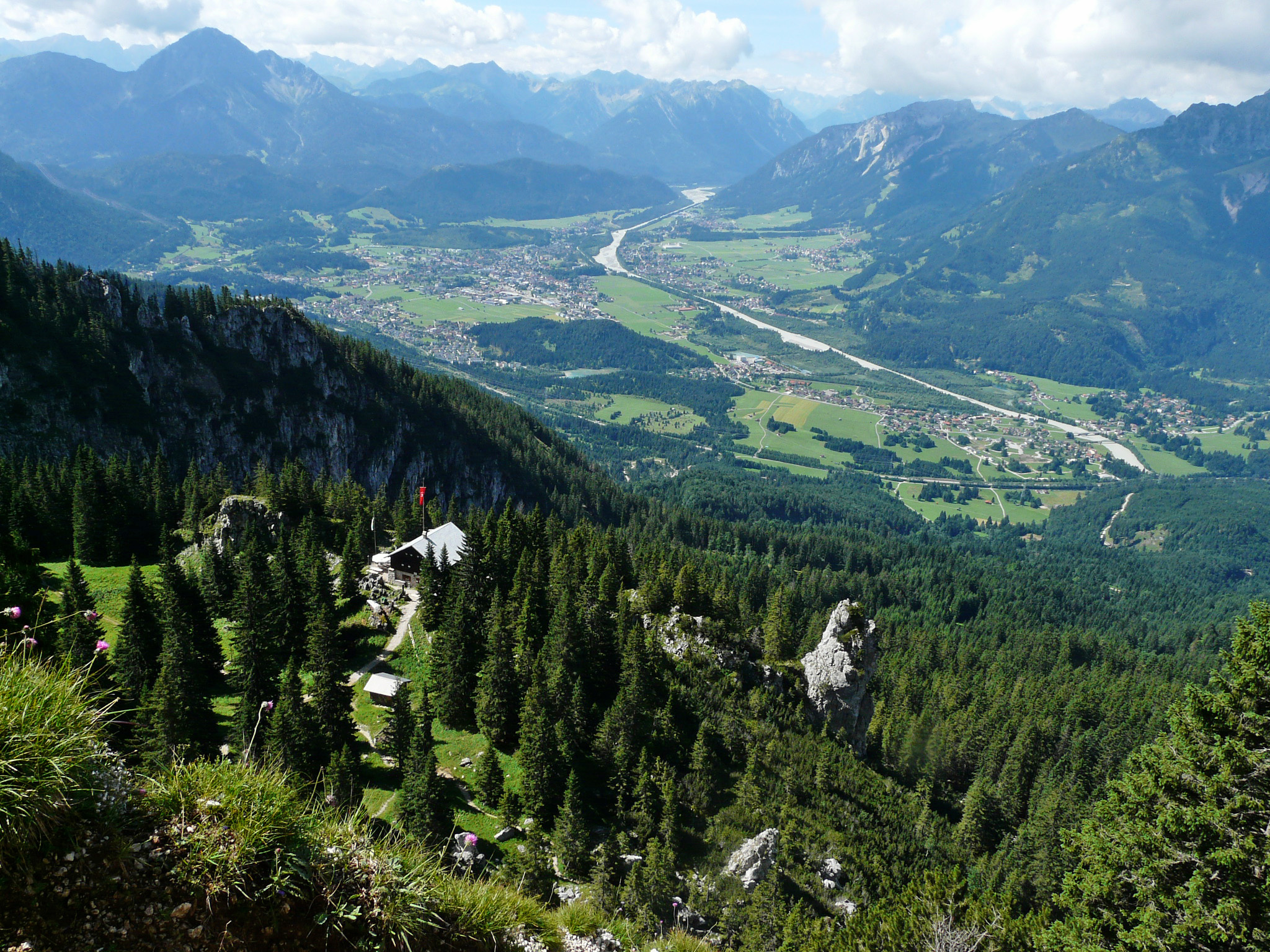
Reuttener Becken von Norden vom Säuling

EinwohnerJahr100020003000400050006000700080001860189019201950198020102040EinwohnerEinwohnerentwicklung von Reutte

### Religion
Reutte war bis August 2014 Standort eines Klosters der Franziskaner. Der Franziskanerorden war seit 1628 in Reutte tätig. Neben der katholischen verfügt Reutte auch über eine evangelische Pfarrgemeinde sowie eine muslimische Gemeinde, die die zweitgrößte Religionsgemeinschaft des Ortes ist.

## Kultur und Sehenswürdigkeiten

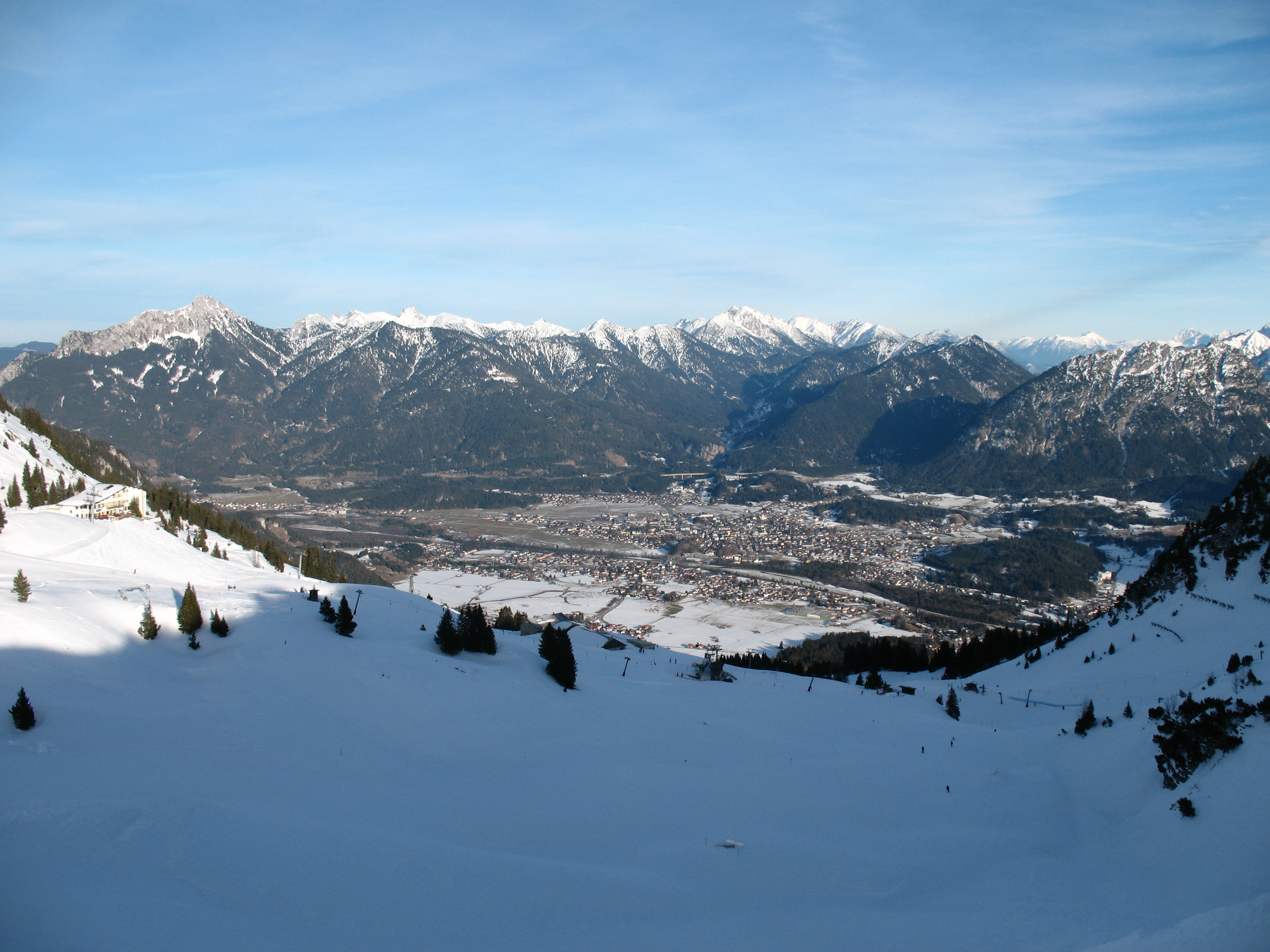
Der Talkessel von Reutte im Winter, Blick Richtung Ammergauer Alpen

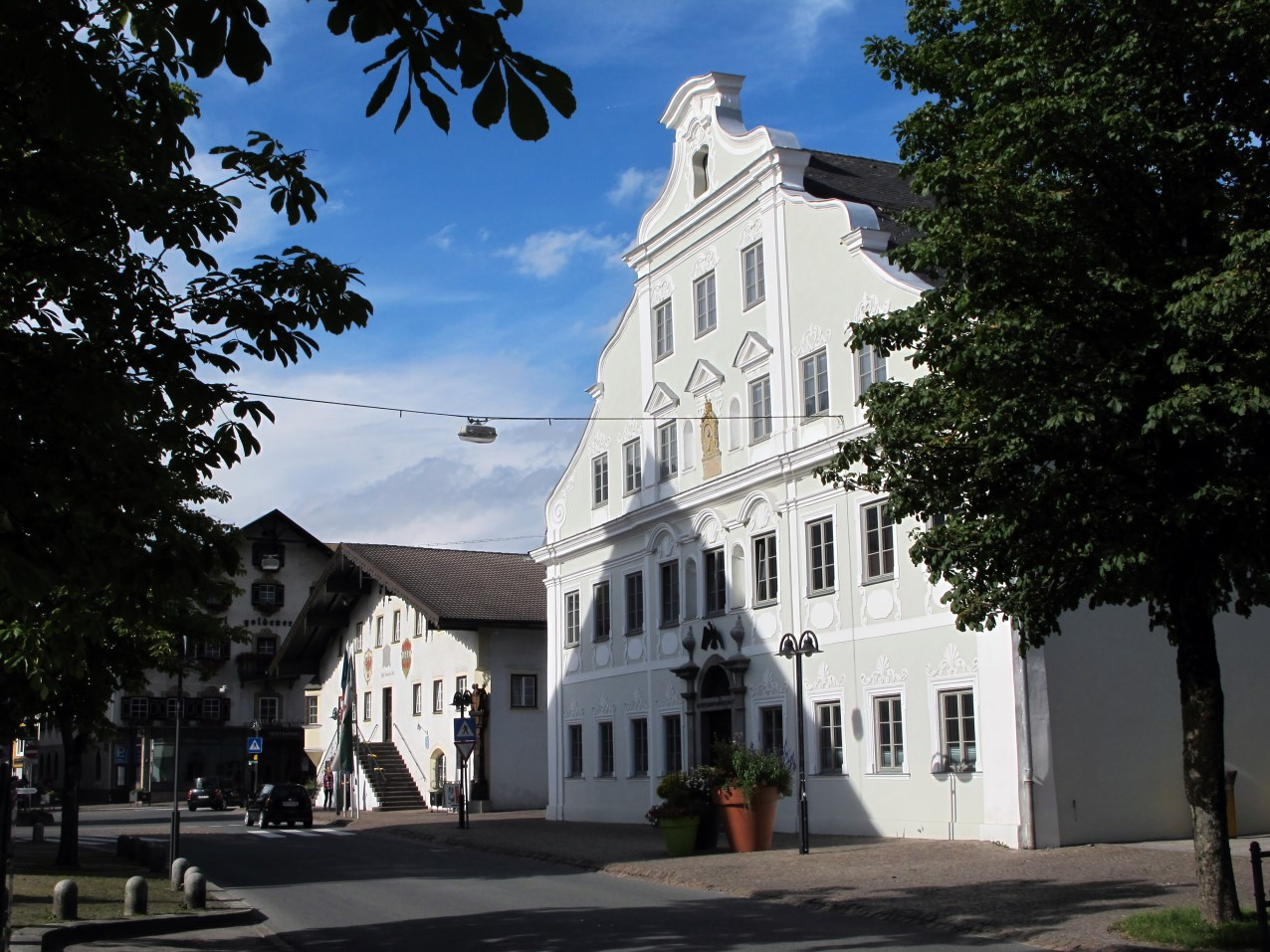
Gebäude der Bezirkshauptmannschaft und links daneben das Marktgemeindeamt

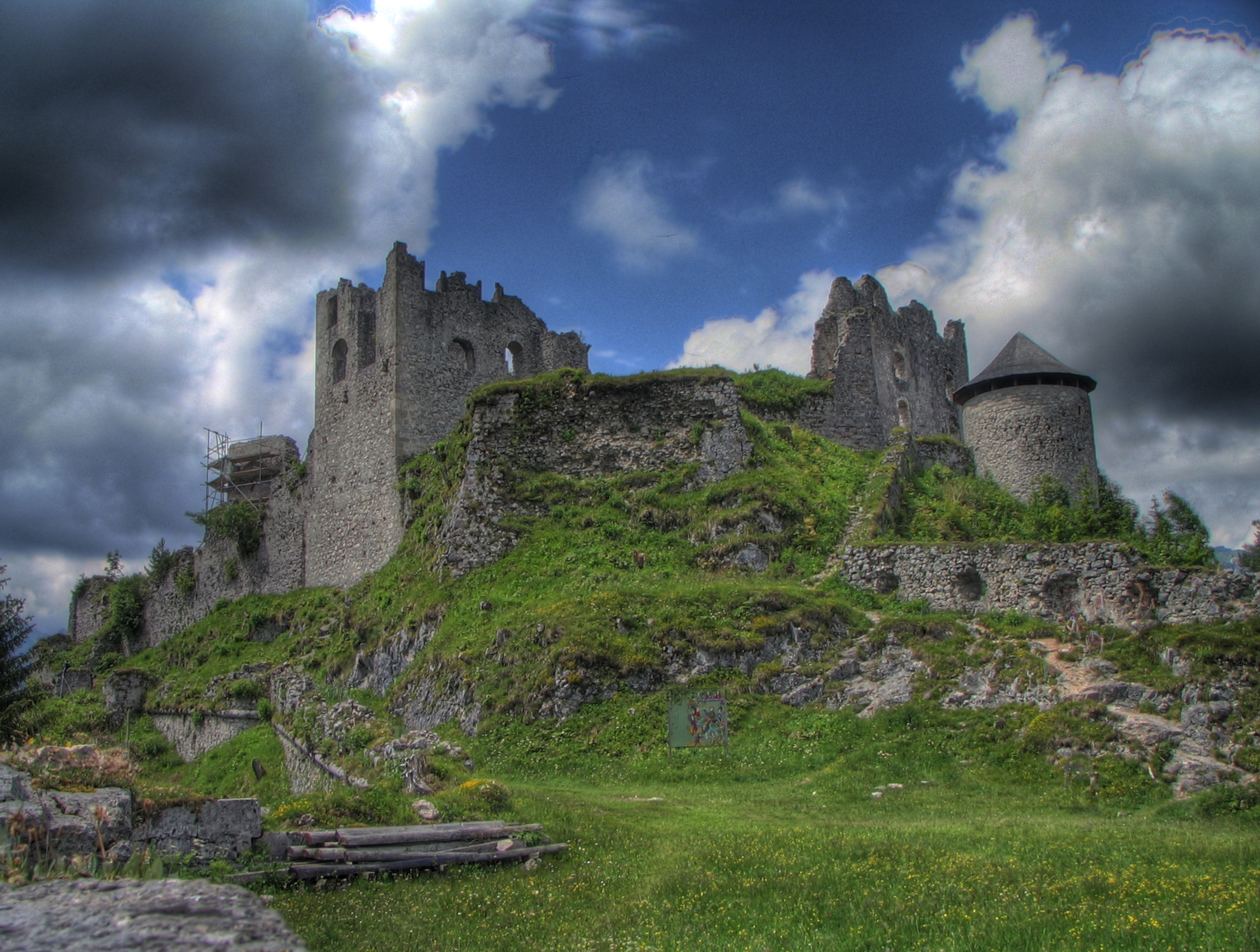
Burgruine Ehrenberg

### Bauwerke
- Häuser im Zentrum
  - Im Zentrum befinden sich sehenswerte Häuser mit Fassadenmalereien des Reuttener Malers Johann Jakob Zeiller. Die Fassadenfronten der Häuser im Reuttener Ortsteil Obermarkt bilden keine einheitliche Front, sondern stehen einzeln schräg zur Straße, was eine regionale Besonderheit darstellt.
- Franziskanerkloster Reutte mit der Pfarrkirche zur Heiligen Anna
  - Erbaut im 17. Jahrhundert.
- Burgruine Ehrenberg
- Museum im Grünen Haus
  - Prächtiges Haus aus dem 16. Jahrhundert, mit Fassadenfresken von Johann Jakob Zeiller
- Art Club Reutte
  - Der Art Club Reutte organisiert seit 2004 kulturelle Veranstaltungen.
- Natur
  - Im Umfeld befinden sich verschiedene Seen, wie Urisee und Frauensee sowie der Plansee mit dem Heiterwanger See.
- Alpentherme Reutte
  - Das 2011 errichtete Schwimmbad bietet „Erholung, Action und Fun“, mit einer großen Sauna-Landschaft und Blick zur Ruine Ehrenberg.
- highline179
  - Fußgänger-Hängebrücke

### Regelmäßige Veranstaltungen
- Das traditionelle Stadtfest, ehemals Marktfest, findet alljährlich statt und erfreut sich großer Beliebtheit.
- Reuttener Kulturzeit: Reuttener Kulturzeit ist mit seinen Veranstaltungen der alljährliche Höhepunkt der Reuttener alternativen Kulturszene
- 'Integrationsfest Reutte: Das Integrationsfest Reutte ist der alljährliche Höhepunkt der interkulturellen Aktivitäten im Außerfern

### Sport
Der SV Reutte ist mit seinen 17 Zweigvereinen der größte Sportverein des Bezirks und ist vor allem für seine Fußballabteilung, die zeitweise in der viertklassigen Tiroler Liga spielte, sowie die erfolgreiche Leichtathletikabteilung bekannt. Die Heimspiele werden im Reuttener Drei-Tannen-Stadion ausgetragen, welches auch für Leichtathletikwettbewerbe genutzt wird und auf zwei Feldern die Möglichkeit für Beach-Volleyball bietet.
Der Squash Club Red Bull Reutte in Reutte trägt seine Heimspiele im Sportcenter Reutte aus. Der Club besteht seit 1981 und feierte viermal den österreichischen Staatsmeistertitel (1992, 1994, 1995 und 1997). Dazu kam die viermalige Teilnahme am Europacup mit dem Vizeeuropameistertitel 1997 in Portugal.

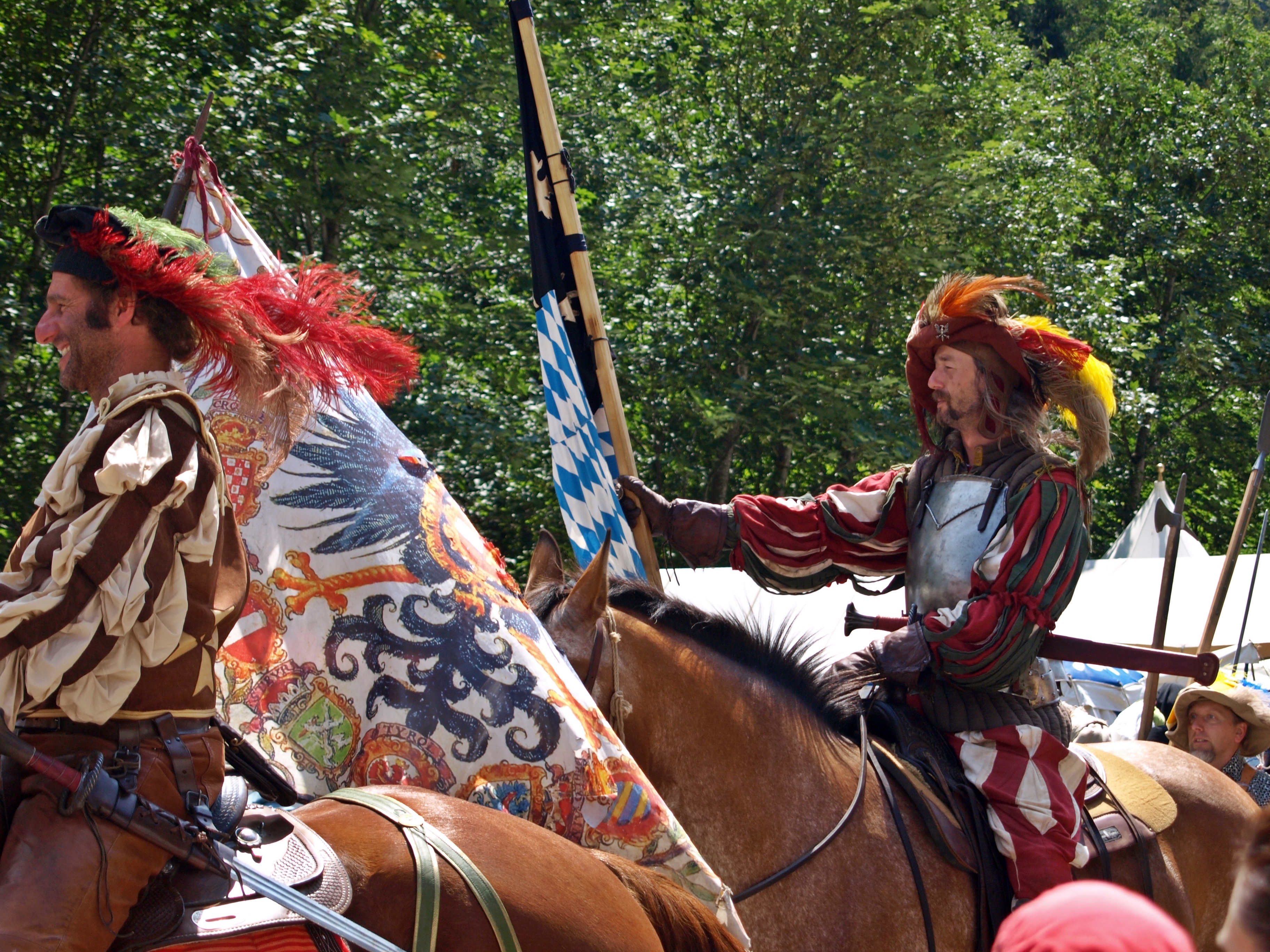
Zeitreisefest / Ritterspiele Ehrenberg

Um Reutte gibt es verschiedene Möglichkeiten zum Sportklettern. Für Kinder befindet sich ein kleiner Klettergarten mit leichten Routen in der Nähe von Rieden. Weitere Klettergebiete sind Gschperr, Weißwand und Gaichtle.

## Wirtschaft und Infrastruktur
Die meisten Beschäftigten sind neben der Metall- und Textilindustrie, Holz- und Landwirtschaft und Elektrizitätswirtschaft im Dienstleistungssektor (Verwaltung, Schulen, Tourismus) tätig.
Die älteste große Industrieansiedlung in Reutte waren die Textilwerke Reutte der Linz Textil AG, ehemals Reuttener Textilwerke AG (RTW), deren Anfänge sich bereits im 18. Jahrhundert in Höfen zur Flachsproduktion angesiedelt hatten.
Später wurde der Lech zur Energiegewinnung für Gerbereien und Stofffärbereien genutzt. In der Mitte des 20. Jahrhunderts fanden mehr als 400 Personen Arbeit in den Reuttener Textilwerken. Im Jänner 2008 wurde in einem Artikel der Tiroler Tageszeitung bekannt, dass die Weberei als einziger noch übriggebliebener Teil der alten RTW mit Ende Juni 2008 geschlossen werden sollte.
Zentraler Bestandteil der Wirtschaft und internationales Aushängeschild ist die Plansee AG mit etwa 2.000 Beschäftigten in Reutte sowie etwa 14.000 weltweit. Die Plansee AG, 1921 gegründet, ist Weltmarktführer im Bereich hochschmelzender Werkstoffe und der Pulvermetallurgie, deren Anwendungsbereiche von Flachbildschirmtechnologien über Leuchtstoffbestandteile aus Wolfram bis hin zur Raumfahrttechnik reichen.
Es gibt auch die Raiffeisenbank Reutte.

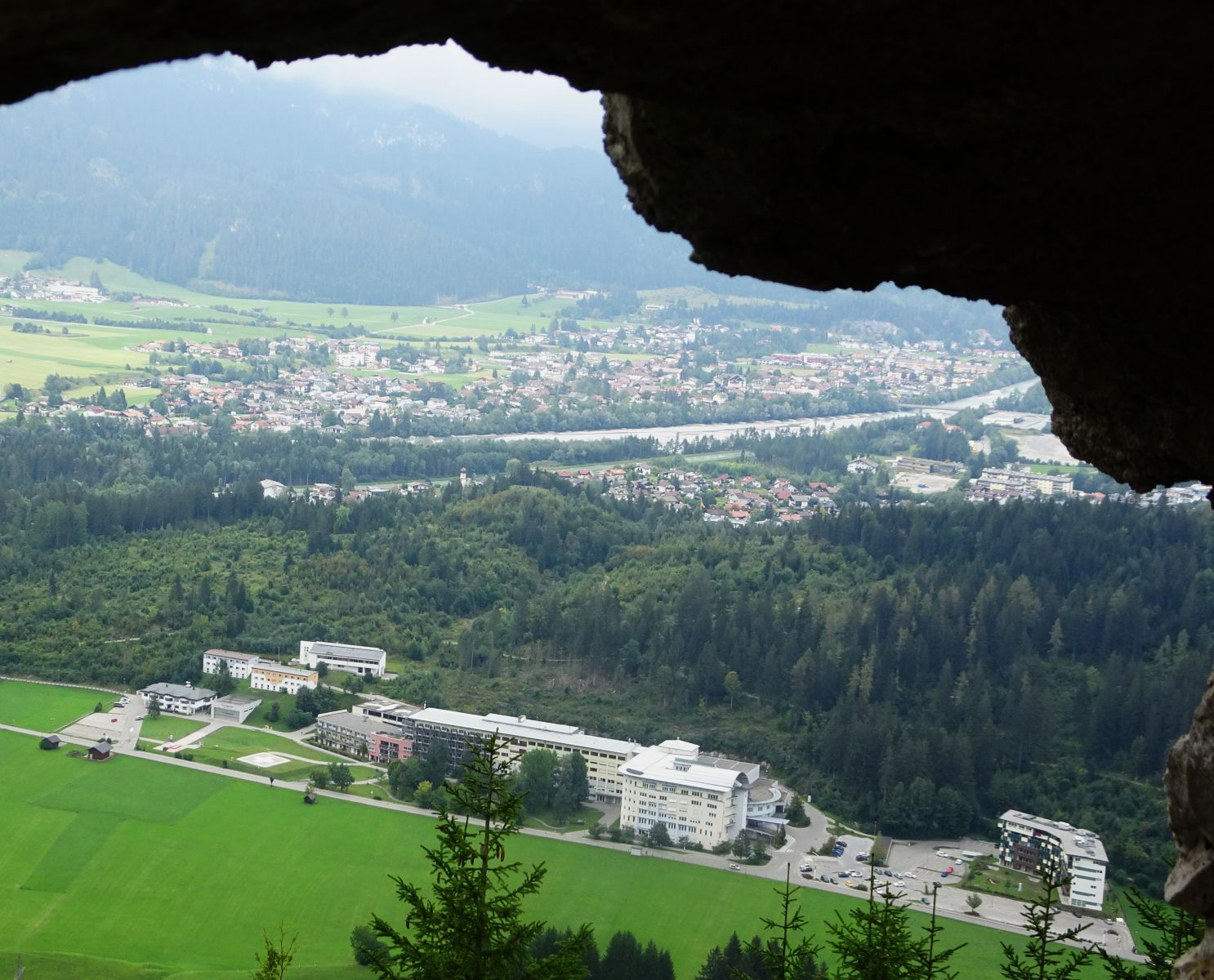
Bezirkskrankenhaus Reutte

Das im Gemeindegebiet von Ehenbichl gelegene Bezirkskrankenhaus Reutte ist Lehrkrankenhaus der Universitäten Innsbruck und Wien. Es besitzt neben sechs Abteilungen (Anästhesiologie und Intensivmedizin, Allgemeinchirurgie, Frauenheilkunde und Geburtshilfe, Innere Medizin, Kinder- und Jugendheilkunde sowie Orthopädie und Traumatologie) Tageskliniken für Augenchirurgie bzw. HNO und eine Urologische Wochenklinik.
Seit März 2002 befindet sich am Bezirkskrankenhaus ein Stützpunkt (Station „RK-2“) der ARA Flugrettung.

### Verkehr
Reutte ist über die Fernpassstraße (B179), welche als Ortsumgehung östlich an Reutte vorbeiführt, in südöstlicher Richtung an den Fernpass angeschlossen. Mit dem EU-Beitritt Österreichs im Jahre 1995 ergaben sich für Reutte neue Möglichkeiten zur Kooperation mit dem benachbarten deutschen Allgäu. Die deutsche Autobahn A7 wurde 2009 bis zum Grenztunnel Füssen erweitert; damit ist Reutte über die B179 in nördlicher Richtung an Deutschland angebunden.
In Richtung Westen führt die Lechtalstraße (B198) nach Warth. In Richtung Nordosten verbindet die Planseestraße (L255) Reutte mit dem Plansee und der bayrischen Grenze beim Ammersattel.
Reutte hat durch die Außerfernbahn Anschluss an das Schienennetz. Die Strecke führt ausgehend vom rund 50 km nördlich gelegenen Kempten (Allgäu) über Reutte nach Garmisch-Partenkirchen, wobei in Pfronten ein Umstieg erforderlich ist. In Garmisch-Partenkirchen werden die Züge seit dem 15. März 2015 mit der RB-Linie aus Mittenwald/Innsbruck vereinigt und weiter nach München geführt (Flügelung). Der Personenverkehr wird seit 2001 durch die Deutsche Bahn betrieben.
| Linie | Verlauf | Taktfrequenz                            |
| ----- | --- | --------------------------------------- |
| RB    | Außerfernbahn: Reutte – Pflach – Musau – Ulrichsbrücke-Füssen – Vils – Schönbichl – Pfronten Steinach – Pfronten Ried – Pfronten Weißbach – Nesselwang – Maria Rain – Wertach-Haslach – Oy-Mittelberg – Zollhaus-Petersthal – Bodelsberg – Sulzberg – Durach – St. Mang – Kempten (Allgäu) Hbf                        | 2-Stunden-Takt                          |
| RB    | Außerfernbahn: Reutte – Reutte Schulzentrum – Heiterwang-Plansee – Bichlbach Almkopfbahn – Bichlbach-Berwang – Lähn – Lermoos – Ehrwald Zugspitzbahn – Griesen – Untergrainau – Garmisch-Partenkirchen Hausbergbahn – Garmisch-Partenkirchen – Murnau – Weilheim – Tutzing – Starnberg – München-Pasing – München Hbf | Stunden-Takt, einzelne Züge bis Ehrwald |
| RE    | Werdenfelsbahn: München Hauptbahnhof – München-Pasing – Weilheim (Oberbay) – Murnau – Garmisch-Partenkirchen – Lermoos – Reutte | einzelne Züge in der Hauptverkehrszeit  |

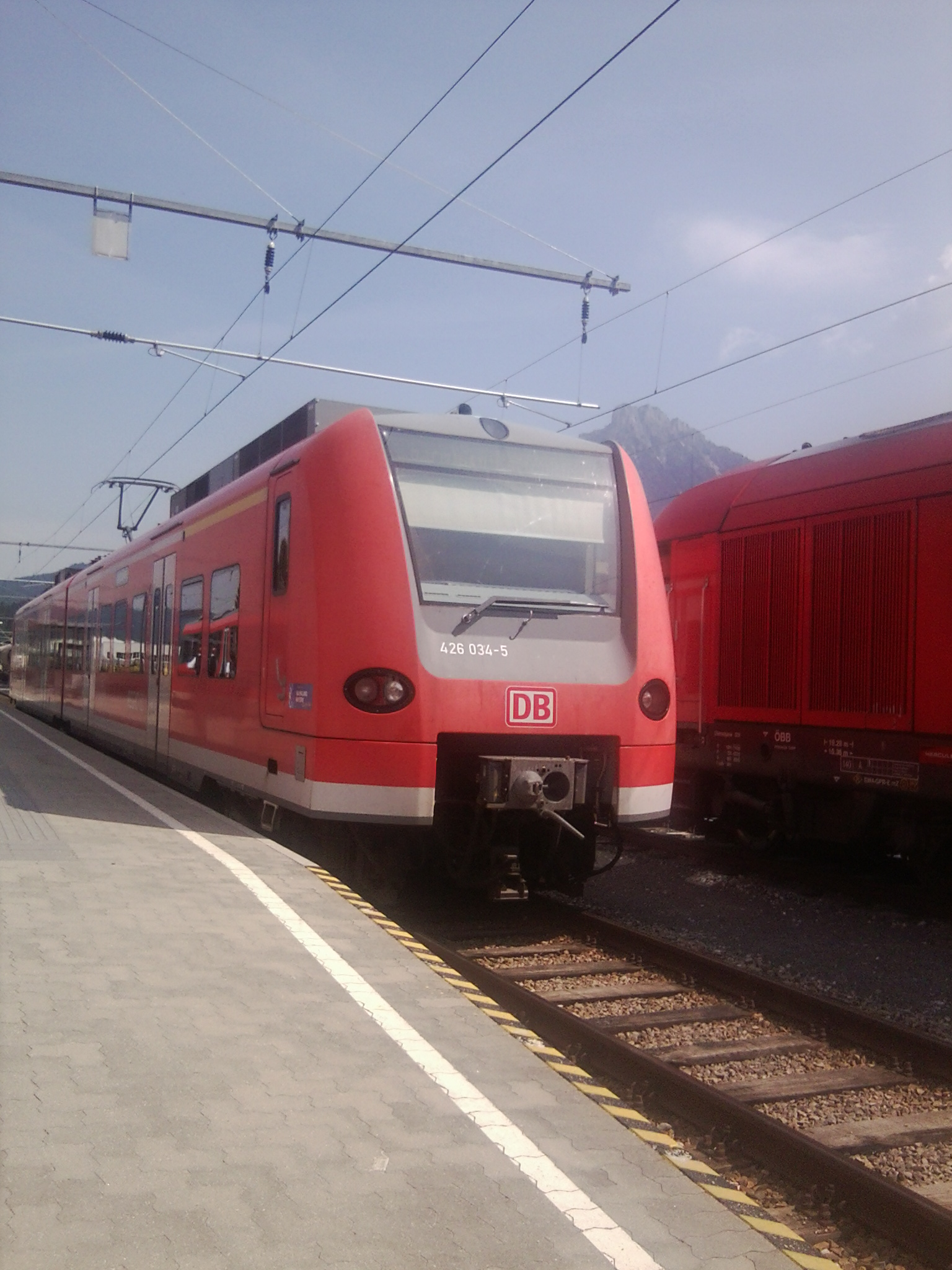
Zug nach Garmisch-Partenkirchen
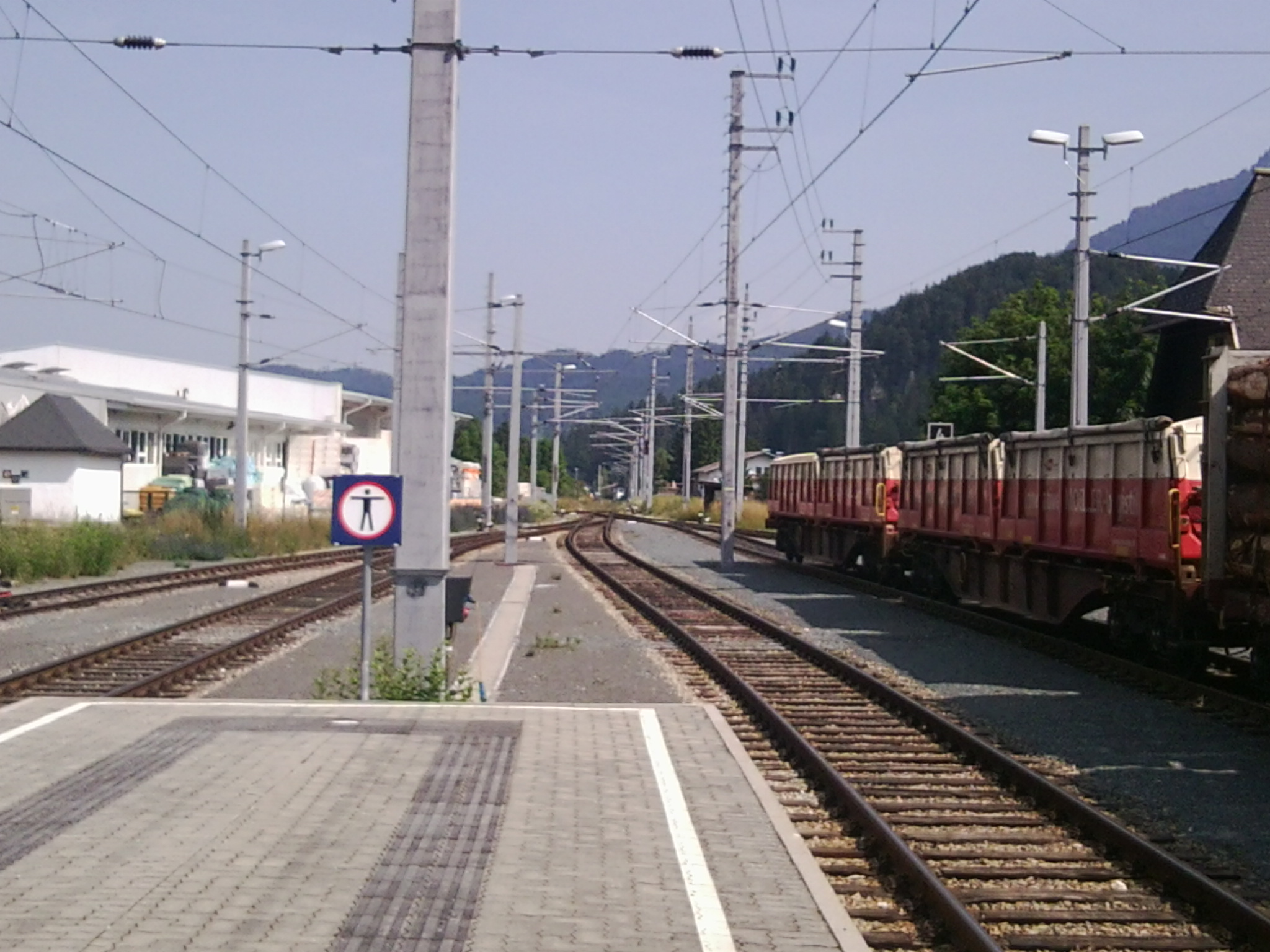
Gleis nach Kempten/Allgäu
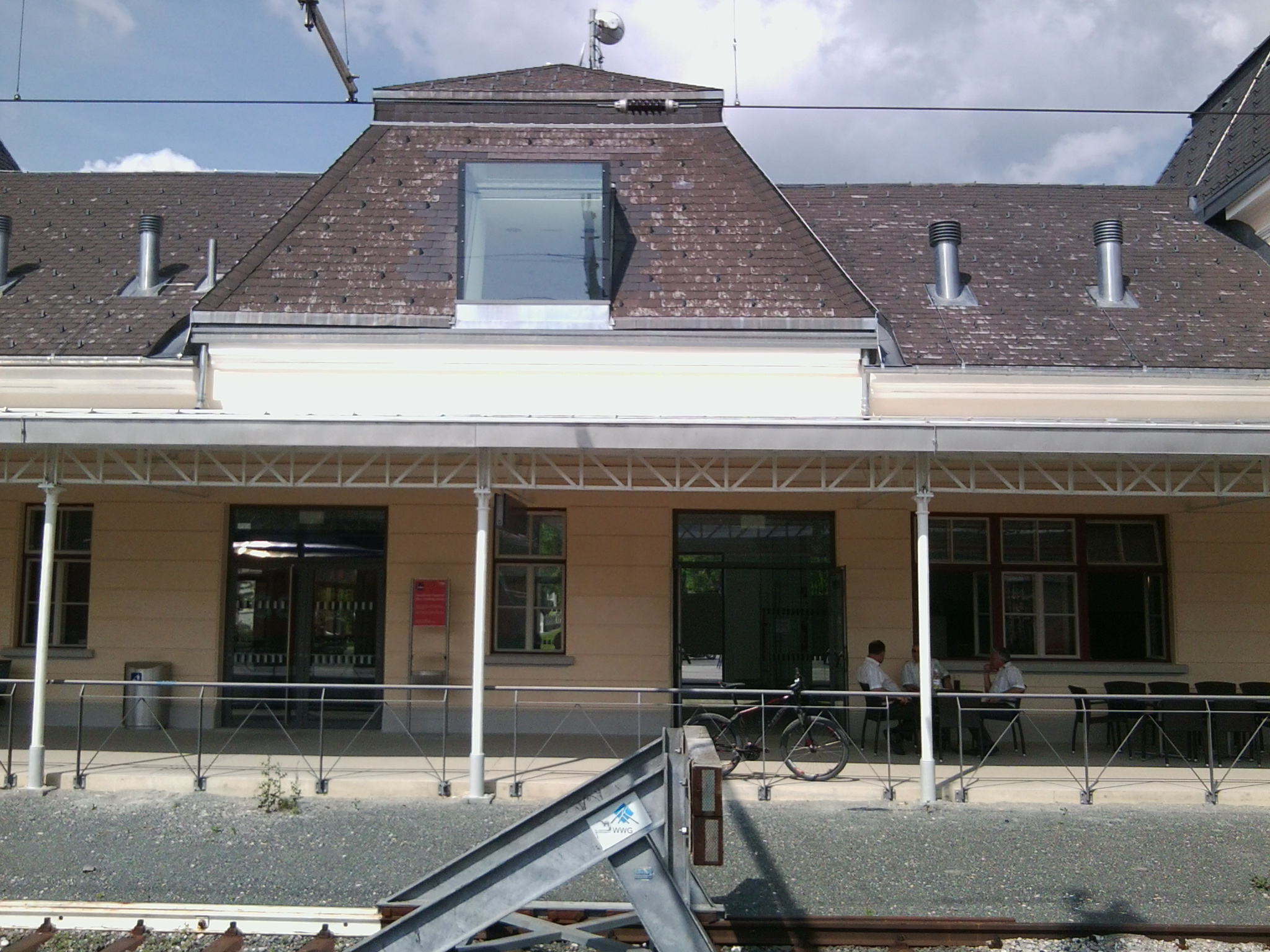
Bahnhofsgebäude
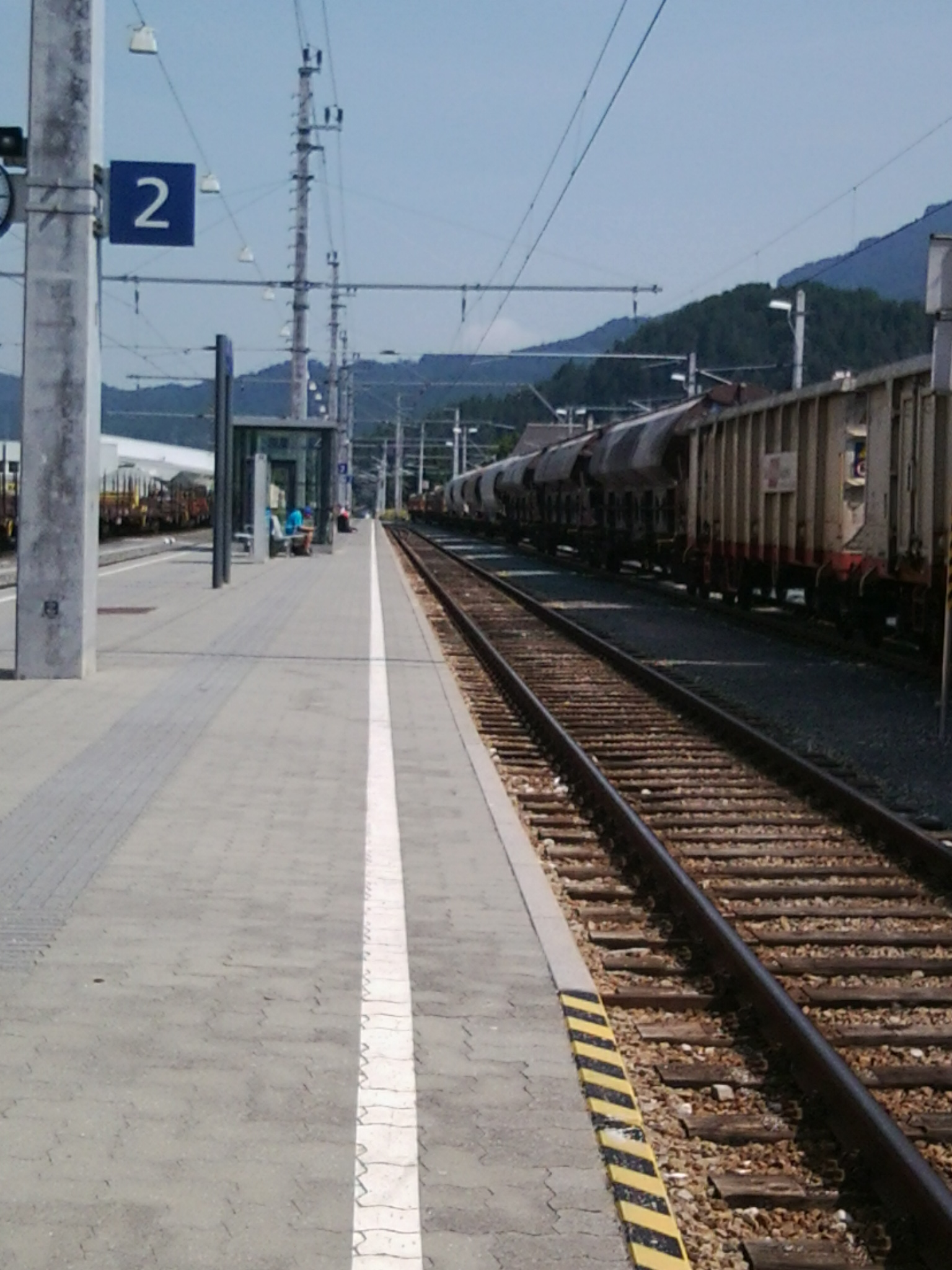
Bahnsteig
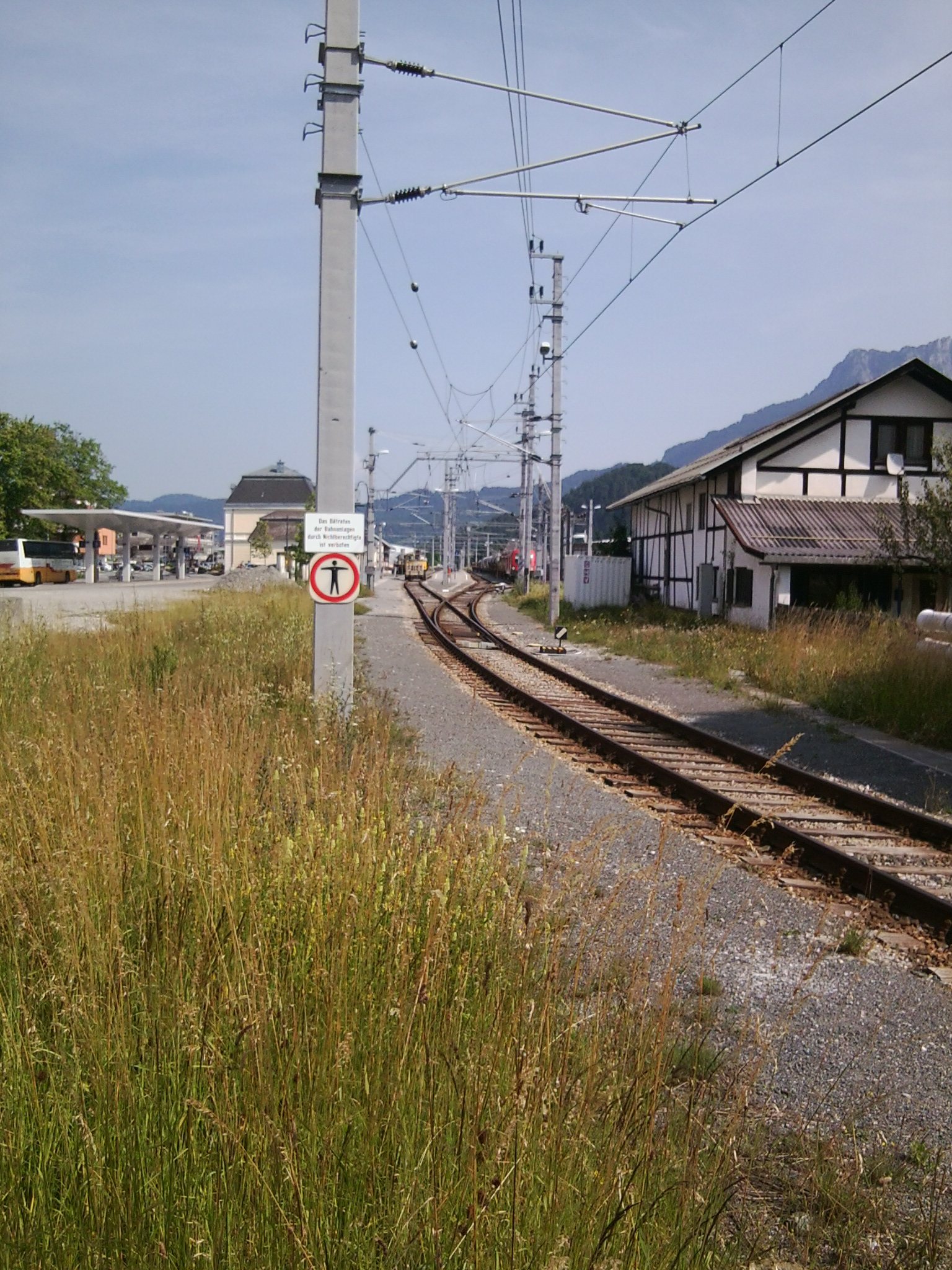
Ansicht aus Richtung Ehrwald

Folgende regiobus-Tirol-Linien verkehren im Auftrag des Verkehrsverbundes Tirol am Reuttener Busbahnhof:
| Linie | Betreiber      | Linienverlauf ab Reutte                                          |
| ----- | -------------- | ---------------------------------------------------------------- |
| 4250  | regiobus Tirol | – Berwang/Brand – Ehrwald – Biberwier – Nassereith               |
| 4256  | regiobus Tirol | – Pflach – Musau – Pinswang – Vils                               |
| 4258  | regiobus Tirol | – Pflach – Musau – Vils – Pinswang – Füssen (D)                  |
| 4260  | Ortsbus        | Reutte                                                           |
| 4262  | regiobus Tirol | Tannheimertal : – Weißenbach – Tannheim – Oberjoch (D)           |
| 4266  | regiobus Tirol | – Häselgehr – Gramais                                            |
| 4266  | regiobus Tirol | – Vorderhornbach – Hinterhornbach                                |
| 4268  | regiobus Tirol | Lechtal : – Weißenbach – Elbigenalp – Steeg – Warth (Vorarlberg) |

### Bildung
Reutte gilt als Schul- und Ausbildungszentrum:
- zwei Volksschulen
- zwei Neue Mittelschulen[14]
- Polytechnische Schule
- Kaufmännische Berufsschule für Handel & Büro
- Technik-Kolleg IKA
- Höhere Lehranstalt für wirtschaftliche Berufe
- Höhere technische Lehranstalt
- Krankenpflegeschule
- Handelsakademie
- Bundesrealgymnasium
- Landesmusikschule

## Politik

### Gemeinderat
Der Gemeinderat besteht aus 19 Mitgliedern.
| Partei                                                            | 2022    | 2022    | 2016    | 2016    | 2010    | 2010    |
| Partei                                                            | Prozent | Mandate | Prozent | Mandate | Prozent | Mandate |
| ----------------------------------------------------------------- | ------- | ------- | ------- | ------- | ------- | ------- |
| Bürgermeisterliste Günter Salchner - Wir lieben Reutte (SALCHNER) | 44,72   | 9       |         |         |         |         |
| Team Schimana (TEAMS)                                             | 32,60   | 7       |         |         |         |         |
| Die GRÜNEN Reutte (GRÜNE)                                         | 11,25   | 2       | 12,42   | 2       | 10,71   |         |
| FPÖ - Reuttener Freiheitliche (FPÖ)                               | 7,03    | 1       |         |         | 2,83    |         |
| Team Zukunft Reutte - für Arbeit und Umwelt (TZR)                 | 4,40    | 0       |         |         |         |         |
| Bürgermeisterliste Luis Oberer (Liste Luis)                       |         |         | 49,40   | 10      |         |         |
| Gemeinsam für Reutte mit Elisabeth Schuster (Liste Schuster)      |         |         | 30,55   | 6       |         |         |
| Reutte neu denken - SPÖ ...für Arbeitnehmer mit Zukunft (SPÖ)     |         |         | 7,63    | 1       |         |         |
| Gemeinsam für Reutte mit Dietmar Koler                            |         |         |         |         | 42,93   |         |
| Team „Leben in Reutte“ - Alois Oberer                             |         |         |         |         | 24,48   |         |
| Für Reutte - SPÖ Liste Bgm. Helmut Wiesenegg                      |         |         |         |         | 19,04   |         |

### Bürgermeister
- 1983–1998 Siegfried Singer (ÖVP)[18]
- 1998–2010 Helmut Wiesenegg (SPÖ)[19]
- 2010–2021 Alois Oberer (Leben in Reutte, Liste Luis)
- seit 2021 Günter Salchner (Bürgermeisterliste Günter Salchner - Wir lieben Reutte)[20]

### Wappen
Das Reuttener Wappen – drei Tannen auf drei Hügeln – steht für den Waldreichtum der Region und den Ursprung des Namens Reutte, der sich von „roden“ abgeleitet hat. Die drei Hügel stehen für die Landschaft; die rot-weiß-roten Streifen zeigen die Zugehörigkeit zu Tirol und Österreich.

### Städtepartnerschaften
Reuttes Partnergemeinden sind
seit 1991
- Esashi, Japan, das seit 2006 zur Stadt Ōshū gehört

seit 2024
- Cles, Italien

## Persönlichkeiten

### Ehrenbürger
- 2000: Siegfried Singer (1930–2022), Altbürgermeister von Reutte[21]
- 2022: Dorothea Knittel (* 1933)

### Söhne und Töchter der Gemeinde
- Anton Maria Schyrleus de Rheita (1604–1660), Priester und Astronom
- Paul Zeiller (1658–1738), Tafelmaler
- Johann Jakob Zeiller (1708–1783), Tafel- und Freskomaler
- Franz Anton Zeiller (1716–1794), Tafel- und Freskomaler
- Franz Anton Leitenstorffer (1721–1795), Tafelmaler und Radierer
- Aemilian Hafner (1739–1823), Benediktinerabt
- Alphons Hafner (1742–1807), Benediktiner, Abt von Ettal
- Johann Christoph Haas (1753–1829), Tafel- und Freskomaler
- Johann Baptist Zobel (1760–1826), Architekt
- Minka Grønvold (1862–1931), Malerin und Zeichnerin
- Walter Bitterlich (1908–2008), Forstwissenschaftler und Erfinder (Winkelzählprobe, Spiegelrelaskop)
- Hartmann Lauterbacher (1909–1988), nationalsozialistischer Politiker
- Erich Gallwitz (1912–1981), Skilangläufer
- Theo von Hörmann (1914–1994), Filmproduzent, Regisseur und Kameramann
- Rudolf Machenschalk (1928–2005), Manager der Plansee AG
- Paul Ernst (1935–2024), Biathlet
- Reinhold Bertlmann (* 1945), Physiker
- Paul Engel (1949–2025), Komponist und Dirigent, entstammt der Musikerfamilie „Engel-Familie“
- Wolfgang Glätzle (* 1951), Botaniker
- Gerhard Hartmann (* 1955), Leichtathlet
- Hartmann „Harti“ Weirather (* 1958), Skirennläufer
- Sonja Föger-Kalchschmied (* 1969), Politikerin (SPÖ), Landtagsabgeordnete
- Julia Maier (* 1988), Jazzmusikerin

### Personen mit Bezug zur Gemeinde
- Jörg Lederer (1470–1550), deutscher Holzbildhauer
- Alois Scheiber (1898–1988), österreichischer Widerstandskämpfer und Gendarm in Reutte
- Paul Schwarzkopf (1886–1970), österreichischer Erfinder und Industrieller, Gründer der Plansee AG
- Walter Dejaco (1909–1978), österreichischer Architekt und Bauleiter des Konzentrationslager Auschwitz, erbaute in Reutte das Paulusheim und starb im Ort
- Markus Inderst (* 1974), Journalist und Buchautor, Finanzverwalter der Marktgemeinde Reutte